# Karin Schubert (Politikerin)
Karin Mechthild Schubert (* 16. August 1944 in Erfurt) ist eine deutsche Politikerin (SPD). Sie war von 1994 bis 2001 Justizministerin in Sachsen-Anhalt und anschließend bis 2006 Justizsenatorin im Land Berlin.

## Leben und Beruf
Karin Schubert wurde in Erfurt geboren. Ihre Schulzeit verbrachte sie in Thüringen, Nordrhein-Westfalen und Bayern. Nach dem Studium der Soziologie, Psychologie und Jura absolvierte sie 1978 das zweite Staatsexamen in Jura. Danach war sie bis 1988 als Richterin an Amts- und Landgerichten in Wuppertal und Düsseldorf tätig. Danach folgte die Leitung des Referats Recht und Verfassung bei der Landesvertretung Nordrhein-Westfalens in Bonn. Von 1991 bis 1992 war sie Leiterin des Bezirksgerichtes Neubrandenburg, von 1992 bis 1994 Präsidentin des Landgerichtes Neubrandenburg.
Karin Schubert ist seit 2007 als Rechtsanwältin in Berlin tätig und trat 2009 in die Kanzlei Kärgel de Maizière & Partner ein. Ihre Schwerpunkte sind Familien- und Erbrecht.

## Politik
Seit 1971 ist Karin Schubert Mitglied der SPD. 1994 holte Ministerpräsident Reinhard Höppner sie als Ministerin der Justiz des Landes Sachsen-Anhalt in sein erstes Kabinett. Bei der Regierungsbildung nach der Landtagswahl 1998 wurde Schubert im Amt bestätigt und blieb Mitglied der Landesregierung (Kabinett Höppner II).
Nach dem Wahlsieg der Berliner SPD am 21. Oktober 2001 wurde sie von dem Regierenden Bürgermeister Klaus Wowereit als Bürgermeisterin und Senatorin für Justiz in den Senat von Berlin berufen (Senat Wowereit II). Sie trat ihr Amt am 17. Januar 2002 an und erklärte den Rücktritt als Ministerin in Sachsen-Anhalt. Für eine zweite Amtszeit im Senat Wowereit stand sie nach den Wahlen zum Abgeordnetenhaus im September 2006 nicht mehr zur Verfügung. Ihre Amtszeit endete somit im November 2006.

## Mitgliedschaften
Karin Schubert ist Mitglied des Kuratoriums der Friedrich-Ebert-Stiftung und seit 2015 des Medienrats der Medienanstalt Berlin-Brandenburg, dessen stellvertretende Vorsitzende sie ist.

## Ehrungen
- 25. Oktober 2002: „Frauenbrücke-Preis“ der Stiftung Frauenbrückepreis[7]
- 8. Dezember 2014: Stadtälteste von Berlin[8]